# Shantou
Shantou je grad na istočnoj obali Guangdonga u Kini, na razini prefekture, s ukupnom populacijom od 5,391.028 od 2010. godine i administrativnim područjem od 2064 četvorna kilometra.
Gospodarstvo Shantou-a je srednje prema Guangdong standardima. Prerađivačka industrija čini velik i sve veći udio zaposlenosti. Proizvodnja konzerviranih proizvoda, odjevnih predmeta, litografija, plastika i igračke neki su od glavnih proizvoda. Proizvodnja igračaka vodeća je gradska izvozna industrija, s 400 milijuna američkih proizvoda dolara izvoza svake godine.
Shantou je bio ribarsko selo u dijelu Tuojiang Du, okruga Jieyang za vrijeme dinastije Song. Za vrijeme dinastije Yuan postao je poznat kao Xialing. Godine, 1563. Shantou je postao dio okruga Chenghai u prefekturi Chao (Chaozhou). Već 1574. godine Shantou su zvali Shashanping. U 17. stoljeću ovdje je napravljena topovska platforma, a naziv mjesta kasnije je skraćen u "Shantou". Lokalno se naziva Kialat.
S Shantouom preko mosta Queshi povezuje se Queshi, koji je lokalno stanovništvo kroz 19. stoljeće znalo kao Kakchio. Bilo je to glavno mjesto za američki i britanski konzulat. Danas je to područje slikovit park, ali neke od građevina iz njegove ranije povijesti donekle su sačuvane. 1860. godine Shantou je otvoren za strance i postao je trgovačka luka prema Tientsinskom ugovoru.
Grad je postao 1919., a od Chenghaija je odvojen 1921. Godine 1922. dogodio se razorni tajfun, koji je ubio 5000 od 65.000 ljudi koji su tada naseljavali grad. Neka obližnja sela bila su uništena. Područje oko grada imalo je oko 50 000 žrtava. Ukupan broj poginulih bio je iznad 60.000, a možda je bio i veći od 100 000.
Tridesetih godina prošlog stoljeća, kao prometno čvorište i središte za distribuciju robe u jugoistočnoj Kini, protok tereta u luci Shantou zauzeo je treće mjesto u zemlji. Kratki prikaz posjeta gradu na engleskom jeziku u tom razdoblju objavljen je u knjizi engleskog računovođe Maxa Reltona "Čovjek na istoku: putovanje francuskom Indo-Kinom". Dana 21. lipnja 1939. japanske trupe napale su Shantou. Japanske snage okupirale su Shantou do 15. kolovoza 1945. Komunistička vojska zauzela je Shantou 24. listopada 1949. godine, 23 dana nakon osnivanja Narodne Republike Kine. 